# Mike Levin
Pour les articles homonymes, voir Levin.
Michael Ted Levin dit Mike Levin, né le 20 octobre 1978 à Inglewood en Californie, est un homme politique et militant écologiste américain. Il est élu en novembre 2018 pour être le représentant du 49e district de la Californie. Il est membre du Parti démocrate.

## Biographie
Levin est diplômé de la Loyola High School de Los Angeles en 1997. Par la suite, il poursuit ses études à l'université Stanford où il reçoit son baccalauréat en sciences politiques en 2001 puis à l'université Duke où il est diplômé en droit en 2005,. Lors de son passage à Stanford, il travaille pour la campagne présidentiel de Bill Bradley et se noue d'amitié avec Chelsea Clinton, fille de l'ancien président Bill Clinton et de la future sénatrice et candidate démocrate à la présidence Hillary Clinton.
À la suite de sa graduation, il s'implique dans la lutte contre le changement climatique et prend la présidence du comité démocrate dans le comté d'Orange, d'où il est natif.

### Campagne législative de 2018
En mars 2017, il annonce sa candidature pour le 49e district de la Californie à la Chambre des représentants des États-Unis, alors occupé par le républicain Darrell Issa et où le démocrate Doug Applegate, candidat malheureux du district lors de la précédente élection, est déjà un challenger établit,.
Le comté d'Orange où se trouve le district est un district historiquement républicain, mais qui devient plus favorable aux démocrates dans les années qui précèdent les élections. Cette tendance se concrétise en 2016 alors que les élections des représentants voient des résultats serrés et la candidate démocrate à la présidence Hillary Clinton reçoit plus de voix dans le comté que son opposant, le futur président Donald Trump. De plus, Darrell Issa, le représentant sortant, décide en janvier 2018 de ne pas se représenter pour l'élection de 2018, un signe perçu comme un signe précurseur de gains importants pour les démocrates dans l'élection à venir.
Le 11 juin 2018, la Californie tient sa primaire non-partisane où les deux candidats ayant le plus de voix avancent à la générale, peu importe le parti. La républicaine Diane Harkey prend alors la première place avec 25,6% des voix devant Levin qui sécurise une place sur le bulletin de vote en novembre avec 17,5% des voix. Il devance ainsi quatorze autres candidats dont Sara Jacobs et Doug Applegate, tous les deux démocrates, qui ont reçu 15,6% et 13,2% des voix respectivement. En novembre 2018, Levin devance Harkey et remporte le district, ce qui lui permet de siéger au 116e congrès des États-Unis.

## Élections
| Candidat          | Parti | Parti           | Voix   | %    |
| ----------------- | ----- | --------------- | ------ | ---- |
| Diane Harkey      |       | Républicain     | 36 518 | 25,6 |
| Mike Levin        |       | Démocrate       | 24 881 | 17,5 |
| Sara Jacobs       |       | Démocrate       | 22 283 | 15,6 |
| Doug Applegate    |       | Démocrate       | 18 785 | 13,2 |
| Kristin Gaspar    |       | Républicain     | 12 255 | 8,6  |
| Rocky Chávez      |       | Républicain     | 10 909 | 7,7  |
| Paul Kerr         |       | Démocrate       | 6 560  | 4,6  |
| Brian Maryott     |       | Républicain     | 4 073  | 2,9  |
| Mike Schmitt      |       | Républicain     | 1 780  | 1,2  |
| Joshua Schoonover |       | Républicain     | 1 021  | 0,7  |
| Craig Nordal      |       | Républicain     | 845    | 0,6  |
| David Medway      |       | Républicain     | 816    | 0,6  |
| Robert Pendleton  |       | Indépendant     | 697    | 0,5  |
| Danielle St. John |       | Vert            | 516    | 0,5  |
| Joshua Hancock    |       | Libertarien     | 404    | 0,3  |
| Jordan Mills      |       | Paix et liberté | 168    | 0,1  |

| Candidat     | Parti | Parti       | Voix    | %    |
| ------------ | ----- | ----------- | ------- | ---- |
| Mike Levin   |       | Démocrate   | 166 453 | 56,4 |
| Diane Harkey |       | Républicain | 128 577 | 43,6 |

### Articles annexes
- Liste des représentants des États-Unis pour la Californie